# Шогин, Николай Степанович
Николай Степанович Шогин (18 декабря 1925, Поголиха, Самарская губерния — 22 мая 2014, Петрозаводск) — советский футболист и хоккеист, серебряный призёр чемпионата СССР по хоккею с мячом (1953), советский и российский тренер. Заслуженный работник физической культуры и спорта Республики Карелия (1994). Заслуженный тренер Республики Карелия (2000). Многократный чемпион Карело-Финской ССР и Карельской АССР по футболу и хоккею с мячом (1946—1959 гг.), тренер сборных команд Карелии по футболу.

## Биография
Родился 18 декабря 1925 г. в Самарской губернии. Отец — участник Гражданской войны, командир эскадрона, умер, когда Николаю Шогину было 5 лет.
Жил в Мурманске, Кировске, Архангельске. После призыва в армию, окончил школу младших командиров, старший сержант, был направлен в Архангельский порт на разгрузку транспортных судов с военными и гражданскими грузами, поступавшими из США и Великобритании, готовил для фронта младший командный состав.
По окончании войны служил в пехотном полку в Кандалакше, участвовал в спортивных соревнованиях Беломорского военного округа.
С 1945 г. — помощник командира отделения Петрозаводского военного пехотного училища.
В 1948 г. руководимая им команда Беломорского военного округа по хоккею с мячом заняла в первенстве Вооруженных сил первое место.
В 1951 г. — в составе команды ОДО (Петрозаводск), участвовавшей в соревнованиях в классе «Б» всесоюзного первенства по хоккею с мячом. В 1952 г. ОДО (областного Дома офицеров Петрозаводска) получила право играть в высшей лиге — классе «А», где команда выступала до 1957 г. (лучшее место в чемпионате СССР — шестое).
Участвовал в создании профессиональной футбольной команды «Локомотив» (Петрозаводск)
В 1952—1955 г. игрок футбольной команды ОДО (Петрозаводск), полузащитник.
C 1957 г. по 1958 г. играющий тренер команды по хоккею с мячом «Торпедо» («Онежец»).
С 1957 г. работал на Онежском тракторном заводе бригадиром ремонтно-строительного цеха, с 1958 г. - техником-строителем жилищно-коммунального отдела Онежского тракторного завода, с 1959 г. - инструктор физкультуры Дома культуры Онежского тракторного завода, тренер клубной команды Онежского тракторного завода. В 1960 г. тренировал сборную команду «Труд», составленную из футболистов Онегзвода и Центральных ремонтно-механических мастерских и выступавшей в первенстве на призы общества «Труд», на спартакиаде Карельского совнархоза.
В 1961 г. назначен тренером группы подготовки при команде мастеров, играющим тренером футбольной команды «Онежец».
С 1967 г. — старший тренер футбольной команды «Онежец»
В 1961—1970 гг. — тренер команды мастеров по футболу «Спартак» (Петрозаводск).
В 1961 г. заочно окончил институт физкультуры имени Лесгафта.
В 1973 г. на всесоюзном турнире молодёжных команд «Переправа» юношеская сборная Карельской АССР под его руководством заняла второе место. В 1977 г. моложежная сборная Карельской АССР под его руководством заняла второе место на первенстве СССР. После ухода с Онежского тракторного завода тренировал команды по хоккею и футболу Петрозаводского лесопильно-мебельного комбината. В 1976 г. команда ПЛМК под его руководством стала чемпионом по футболу Карельской АССР и г. Петрозаводска.
С 1970 по 1998 гг. работал в Петрозаводской ДЮСШ профсоюзов по футболу. С 1998 по 2012 гг. работал тренером-преподавателем в ДЮСШ-7 г. Петрозаводска. В 1991-1993 гг. был тренером команды по хоккею с мячом и мини-бенди «Карелсервисавто», участвовавшей в российских и республиканских соревнованиях.
Команда ДЮСШ, тренером которой был Шогин, в 1977 г. заняла 2 место в финале юношеского первенства СССР по футболу. В 1988 г. его команда участвовала в финале первенства России.
Являлся председателем Петрозаводской городской федерации хоккея и футбола, членом федерации футбола Карелии.
Награждён «Орденом Отечественной войны II степени», медалями «За боевые заслуги», «За победу над Германией», грамотой Президиума Верховного Совета Карельской АССР

## Память
C 1995 г. в Петрозаводске на стадионе "Юность" проводились соревнования по хоккею с мячом в честь Н. С. Шогина. В Петрозаводске ежегодно проводится мини-футбольный турнир имени Николая Шогина среди болельщиков.